# Valerio Lualdi
Pour les articles homonymes, voir Lualdi.
Valerio Lualdi (né le 31 août 1951 à Busto Arsizio, dans la province de Varèse, en Lombardie) est un coureur cycliste italien des années 1970.

## Biographie
Professionnel de 1973 à 1984, Valerio Lualdi a notamment remporté la Tour de Vénétie, le Tour de Romagne et la Coppa Bernocchi,.

## Palmarès

### Palmarès amateur
- 1971
  - 4e étape du Tour de la Vallée d'Aoste (contre-la-montre par équipes)
  - Circuit de Mede
  - 2e du Grand Prix Carlo Mocchetti
  - 3e de Milan-Tortone

- 1972
  - Circuito del Porto-Trofeo Arvedi
  - 2e étape du Baby Giro
  - Piccola Tre Valli Varesine

### Palmarès professionnel
- 1973
  - Cuneo-Limonetto

- 1974
  - 3e du Grand Prix Cemab à Mirandola
  - 3e du Tour des Marches
  - 3e de la Coppa Bernocchi

- 1975
  - 2e du championnat d'Italie sur route
  - 2e du Trophée Matteotti
  - 3e du Grand Prix du canton d'Argovie

- 1976
  - 2e du Tour de Corse

- 1977
  - 2e du Grand Prix de la ville de Camaiore
  - 3e des Trois vallées varésines

- 1978
  - Tour de Vénétie
  - Tour de Romagne
  - 3e du Tour du Frioul
  - 7e du championnat du monde sur route

- 1979
  - Coppa Bernocchi
  - 2e du Tour de Romagne

- 1980
  - 2e du GP Montelupo
  - 9e de Tirreno-Adriatico

## Résultats sur les grands tours

### Tour de France
4 participations
- 1974 : 69e
- 1976 : non-partant (13e étape)
- 1979 : abandon (16e étape)
- 1984 : 113e

### Tour d'Italie
10 participations
- 1973 : 71e
- 1975 : 47e
- 1977 : 54e
- 1978 : 19e
- 1979 : 24e
- 1980 : 42e
- 1981 : 48e
- 1982 : abandon (21e étape)
- 1983 : 84e
- 1984 : 110e